# LRC (формат файла)
LRC (формат файла) — формат хранения текста песни с метками синхронизации со звуковым файлом (например MP3, Vorbis или MIDI). При воспроизведении звукового файла на компьютере или современном плеере текст песен отображается синхронно. Музыкальная композиция и соответствующий ей текстовый файл должны иметь абсолютно одинаковые имена (регистр букв, пробелы, язык). Например, song.mp3 и song.lrc.

## Формат
- Файл .lrc состоит из последовательности строк следующего вида:

```
[мм:сс.дс] текст
```

или
```
[мм:сс] текст
```

где мм:сс.дс (минуты:секунды.сотые доли секунды) — время вывода на экран текстовой строки (минуты и секунды: 00-59, сотые доли секунды: 00-99),
текст — отрывок текста песни для вывода на экран (количество символов от 0 до 128 в зависимости от программного обеспечения и возможностей конкретной модели плеера).
- Простой пример:

```
[mm:ss.xx] lyrics line 1
[mm:ss.xx] lyrics line 2
...
[mm:ss.xx] last lyrics line
```

Тексту могут предшествовать ID-теги, если плеер их не распознаёт, то они игнорируются.
[al:Альбом, из которого эта песня]

[ar:Автор стихов]

[by:Создатель LRC-файла]

[offset:+/- Общее временно́е смещение в миллисекундах, + сдвигает время вверх, — сдвигает время вниз]

[re:Плеер или редактор, использовавшийся для создания LRC-файла]

[ti:Название песни]

[ve:Версия программы]
- Пример с ID-тегами:

```
[ti:Let's Twist Again]
[ar:Chubby Checker oppure  Beatles, The]
[au:Written by Kal Mann / Dave Appell, 1961]
[al:Hits Of The 60's - Vol. 2 – Oldies]

[00:12.00]Начало стихов ...
[00:15.30]Ещё стихи ...
.. 
```

- Пример с повторяющимися строками

С недавнего времени MiniLyrics стал повторяющиеся строки писать в одну, снабжая их сразу несколькими временны́ми метками:
```
[00:04]I Can Barely Remember My Past
...
[01:01][02:00][03:11]You
[01:03][02:01][03:12]Crashed By The Gate
[01:06][02:05][03:16]Captured My Fate
[01:11][01:26][02:10][02:24][02:51][03:06][03:21][03:35]Salvation
[01:15][02:13][03:24]My Eyes Couldn’t See
[01:18][02:16][03:27]I Hardly Breathed
[01:21]I Was Diving So Deep
```

## Программное обеспечение
MiniLyrics
MLyrics (для Songbird\Nightingale)